# Lomaptera giesbersi
Lomaptera giesbersi är en skalbaggsart som beskrevs av Ernst Gustav Kraatz 1894. Lomaptera giesbersi ingår i släktet Lomaptera och familjen Cetoniidae. Inga underarter finns listade i Catalogue of Life.